# Thomas J. McIntyre

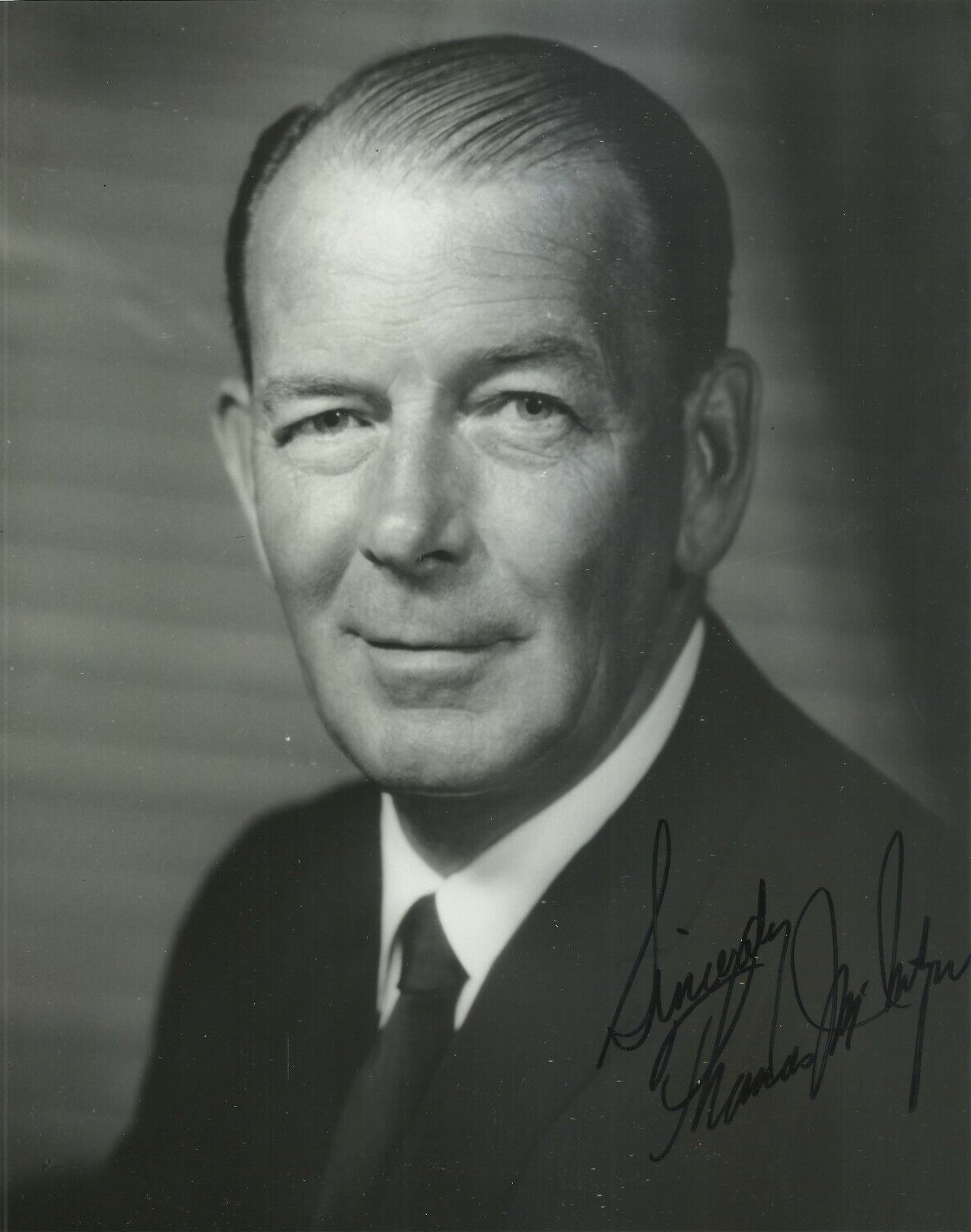
Thomas James McIntyre

Thomas James McIntyre (* 20. Februar 1915 in Laconia, New Hampshire; † 8. August 1992 in Palm Beach, Florida) war ein US-amerikanischer Politiker.
McIntyre besuchte die Manlius Military School in Manlius, New York, das Dartmouth College in Hanover, New Hampshire und die Law School der Boston University. 1940 wurde er für Verhandlungen am New Hampshire Supreme Court zugelassen. 1942 bis 1946 diente McIntyre in der US Army. Bei seinem Ausscheiden aus dem aktiven Dienst bekleidete er den Rang eines Major. Er kehrte wieder in seine Heimatstadt zurück und war von 1949 bis 1951 Bürgermeister von Laconia.
1954 kandidierte McIntyre erfolglos für einen Sitz im US-Repräsentantenhaus. Erst 1962, als er am 6. November in einer Nachwahl in den US-Senat gewählt wurde, um den vakanten Sitz von Henry Styles Bridges neu zu besetzen, gelang es ihm, ein Mandat für den Kongress zu erringen. Er löste damit Maurice J. Murphy ab, der den Sitz bis zur Wahl von McIntyre besetzt hatte. McIntyre vertrat den Bundesstaat New Hampshire nun vom 7. November 1962 bis zum 3. Januar 1979 als demokratischer Senator im US-Senat. Bei den Wahlen 1978 konnte er seinen Sitz nicht verteidigen.
Nach dem Ende seiner politischen Karriere lebte McIntyre in seiner Heimatstadt Laconia und in Tequesta, Florida. Er starb 1992 in Palm Beach und wurde auf dem St. Lambert Cemetery in Laconia beigesetzt.